# Altán Kristýna
Vyhlídkový altán Kristýna stojí v lázeňských lesích na skalním ostrohu západně nad centrem města Karlovy Vary. Poskytuje výhled zejména na Vřídelní kolonádu, sochu Kamzíka či kostel svaté Máří Magdaleny.

## Historie

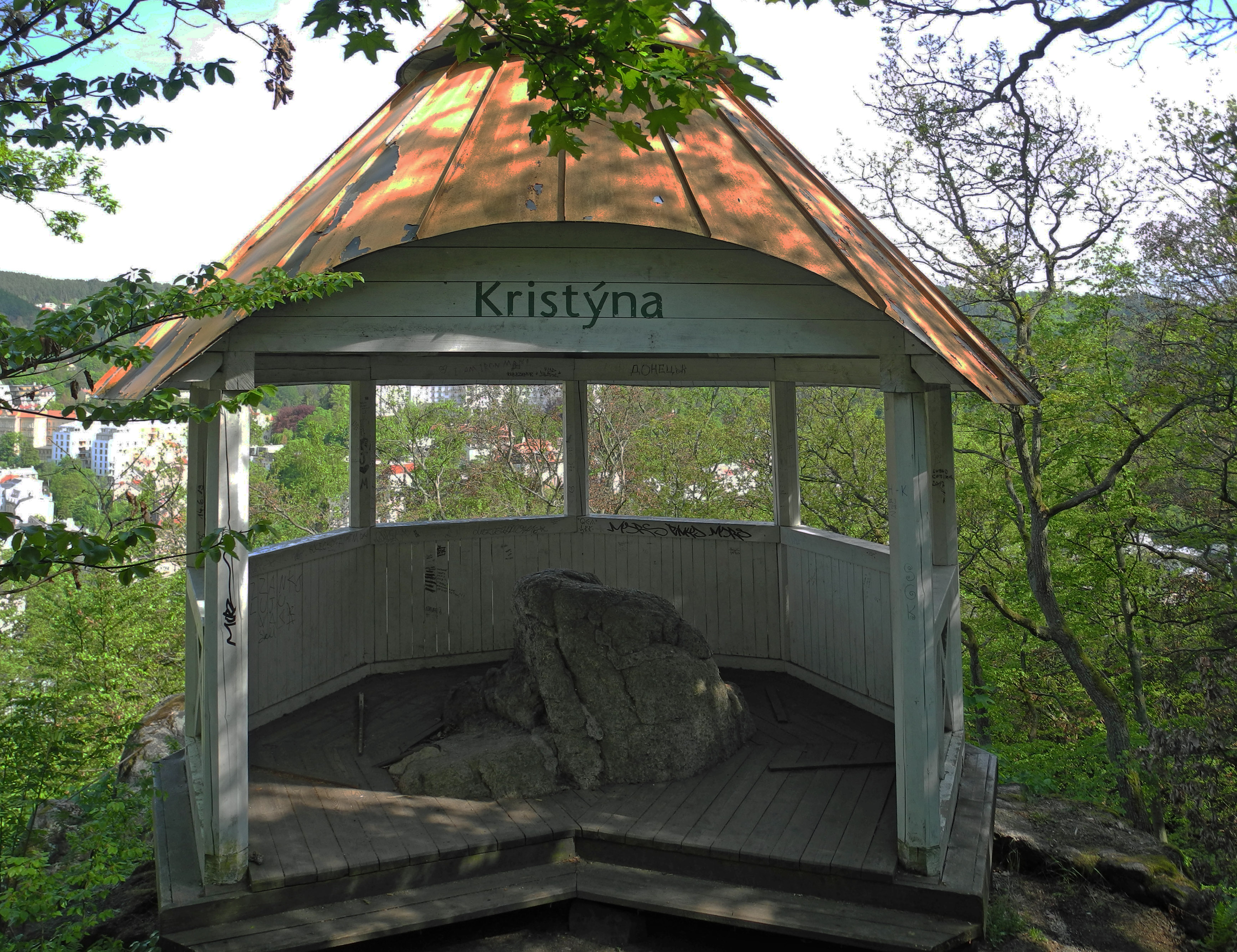
Pavilon Kristýna, uprostřed Tajemný kámen, květen 2019

Altán byl dostavěn v roce 2004. Slavnostně pokřtěn a zpřístupněn veřejnosti byl 14. října.

## Popis
Jedná se o osmiboký průvětrný altán otevřený k přístupové cestě od restaurace Jelení skok. Je zakotven do železobetonových trnů, které zároveň plní funkci stabilizace skály, na které stavba stojí. Jeho nedílnou součástí se stal tzv. Tajemný kámen, na který se unavený návštěvník může posadit. Též se lze kamene pouze dotknout, tedy pokud příchozího zaujala pověst, která se ke kameni váže.
Patří mezi četné altány v Karlových Varech postavené lázeňským hostům i turistům k rozhledům a odpočinku. Poskytuje výhled na část centra města a jeho dominanty – Vřídelní kolonádu, sochu Kamzíka či kostel svaté Máří Magdaleny.
Objekt je celoročně volně přístupný.